# Xã Bismarck, Michigan
Xã Bismarck (tiếng Anh: Bismarck Township) là một xã thuộc quận Presque Isle, tiểu bang Michigan, Hoa Kỳ. Năm 2010, dân số của xã này là 386 người.